# Бутан на Летњим олимпијским играма 1984.
Бутан је дебитовао на  Летњим олимпијским играма 1984. у Лос Анђелесу. Бутан је престављало шесторо спортиста (три мушкарца и три жене) који су се такмичили у две дисциплине бутанског националног спорта стреличарства у мушкој и женсткој конкуренцији појединачно. Најмлађа учесница са  16 година и 305 дана била је Ринзи Лам, а најстарији Лендуп Церинг са 37. година и  65. дана.
Спортисти Бутана на овим играма нису освојили ниједну медаљу.
Националну заставу на свечаном отварању Игара је носио стреличар Тинли Дорџи. 

## Резултати

#### Мушкарци
| Стреличар          | Дисциплина  | 1. круг  | 1. круг | 2. круг  | 2. круг | Укупно | Место   |
| Стреличар          | Дисциплина  | Резултат | Пласман | Резултат | Пласман | Укупно | Место   |
| ------------------ | ----------- | -------- | ------- | -------- | ------- | ------ | ------- |
| Тинли Дорџи        | Појединачно | 1.134    | 53      | 1.164    | 49      | 2.298  | 53 / 63 |
| Наванг-Даш Пелзанг | Појединачно | 1.118    | 56      | 1.103    | 54      | 2.221  | 55 / 63 |
| Лендуп Церинг      | Појединачно | 1.021    | 60      | 976      | 60      | 1.997  | 60 / 63 |

#### Жене
| Стреличарка | Дисциплина  | 1. круг  | 1. круг | 2. круг  | 2. круг | Укупно | Место   |
| Стреличарка | Дисциплина  | Резултат | Пласман | Резултат | Пласман | Укупно | Место   |
| ----------- | ----------- | -------- | ------- | -------- | ------- | ------ | ------- |
| Карма Чоден | Појединачно | 1.048    | 46      | 1.038    | 46      | 2,086  | 46 / 47 |
| Сонам Чуки  | Појединачно | 1.122    | 42      | 1.072    | 44      | 2.194  | 43 / 47 |
| Ринзи Лам   | Појединачно | 1.106    | 44      | 1.077    | 43      | 2.183  | 44 / 47 |